# Grassalkovičeva palača
Grassalkovičeva palača (slovaško Grasalkovičov palác) je palača v Bratislavi in rezidenca predsednika Slovaške. Stoji na ulici Hodžovo námestie, v bližini nadškofijske poletne palače. Stavba je rokoko-poznobaročna poletna palača s francoskim vrtom.

## Zgodovina
Stavbo je leta 1760 dokončal arhitekt Anton Mayerhofer za madžarskega aristokrata Antala Grassalkoviča hrvaškega rodu, tesnega prijatelja Marije Terezije. Ima veliko sob in impresivno stopnišče. Kapela je okrašena s freskami Josepha von Pichlerja.
Stavba je postala središče baročnega glasbenega življenja na Pozsonskem. Joseph Haydn je tu premierno uprizoril nekatera svoja dela. Tudi grof Grassalkovič je imel svoj orkester in "kolega", princ Esterházy, mu je posodil svojega najljubšega dirigenta Haydna. Grassalkovič je bil vazal Marije Terezije, zato so palačo uporabljali za razne plese in zabave habsburškega kraljevega dvora. Na primer, Haydn je bil tisti, ki je dirigiral orkestru, ko se je hči Marije Terezije poročila z Albertom Sachsen-Teschenskim, takratnim guvernerjem Kraljevine Ogrske (glej Bratislavski grad). Ľudovít Štúr naj bi svojo ljubezen prvič izrekel Adeli Ostrolúcki na plesu, ki ga je organiziral nadvojvoda Štefan Franc Viktor (Budim, 14. september 1817 – Menton, 19. februar 1867), sin volilnega kneza Jožefa. Zadnja lastnika palače pred koncem Avstro-Ogrske sta bila nadvojvoda Friderik Teschenski z ženo Izabelo Croy-Dülmensko.
Od leta 1919 je palačo zasedalo Teritorialno vojaško poveljstvo.
V obdobju 1939–1945 je palačo adaptiral Emil Belluš in je postala sedež predsednika Prve slovaške republike (tj. Jozefa Tisoja). V času komunizma je bila najprej (po letu 1945) sedež Sveta komisarjev (imenovan tudi Zbor pooblaščencev), ki je bil navidezna vlada Slovaške znotraj Češkoslovaške. Leta 1950 je bila stavba spremenjena v »Dom pionirjev in mladine Klementa Gottwalda« (Dom pionierov a mládeže Klementa Gottwalda), ki je bil center dejavnosti za bratislavske šolarje, ki so bili takrat vsi tako imenovani pionirji. Šolarji so na palači povzročili veliko škodo, potrebna obnova pa je postala mogoča šele po prehodu iz komunizma konec leta 1989 z žametno revolucijo.
Obnovo Grassalkovičeve palače v zgodnjih 1990-ih je nadzorovala prva dama Slovaške, Emília Kováčová. Po obnovi je palača 30. septembra 1996 postala rezidenca slovaškega predsednika. Njeni nekoč veliki vrtovi so zdaj javni park, skupaj s kipom v Bratislavi rojenega skladatelja Jana Nepomuka Hummela.

## Predsedniški vrt
Del palače je velik vrt, urejen v francoskem slogu, ki sledi velikemu vrtu nekdanje poletne nadškofijske palače. Konec 1990-ih je prišlo do obsežne rekonstrukcije vrta, ki je parku v veliki meri povrnila prvotno podobo. Leta 1978 so tu postavili fontano Radost do življenja avtorjev Tiborja Bártfaya, Karola Lacka, Imricha Ehrenbergerja in Pavla Mikšíka. V začetku 1990-ih so na vrtu postavili konjeniški kip Marije Terezije, ki je bil prvotno del okrasja nadškofijske palače v Nitri. Tam je bil tudi spomenik Johannu Nepomuku Hummlu, pomembnemu skladatelju in Bratislavčanu, ki je bil leta 2002 po rekonstrukciji postavljen na prvotno mesto pred nemško ambasado na Hviezdoslavovem trgu.